# 神山駅
神山駅（かみやまえき）は、新潟県阿賀野市船居（ふない）にある、東日本旅客鉄道（JR東日本）羽越本線の駅である。

## 歴史
- 1944年（昭和19年）9月28日：神山信号場として開設[1]。
- 1955年（昭和30年）1月20日：駅に昇格し、神山駅が開業[1]。
- 1970年（昭和45年）2月5日：駅構内で突風により、貨物列車の車掌車が転覆。車掌車にいた列車掛2人が負傷[2]。
- 1972年（昭和47年）9月1日：手荷物および小荷物の取り扱いを廃止[3]。無人化[4]。
- 1987年（昭和62年）4月1日：国鉄分割民営化により、JR東日本の駅となる[1]。
- 2008年（平成20年）3月15日：ICカード「Suica」の利用が可能となる[5][6]。

## 駅構造
単式ホーム1面1線を有する地上駅である。以前は相対式ホーム2面2線だったが、交換設備は1990年代半ばに撤去されている。
新津駅管理の無人駅となっている。駅舎は待合スペースの機能のみで、簡易Suica改札機、乗車駅証明書発行機、トイレ（水洗式）などが設置されている。

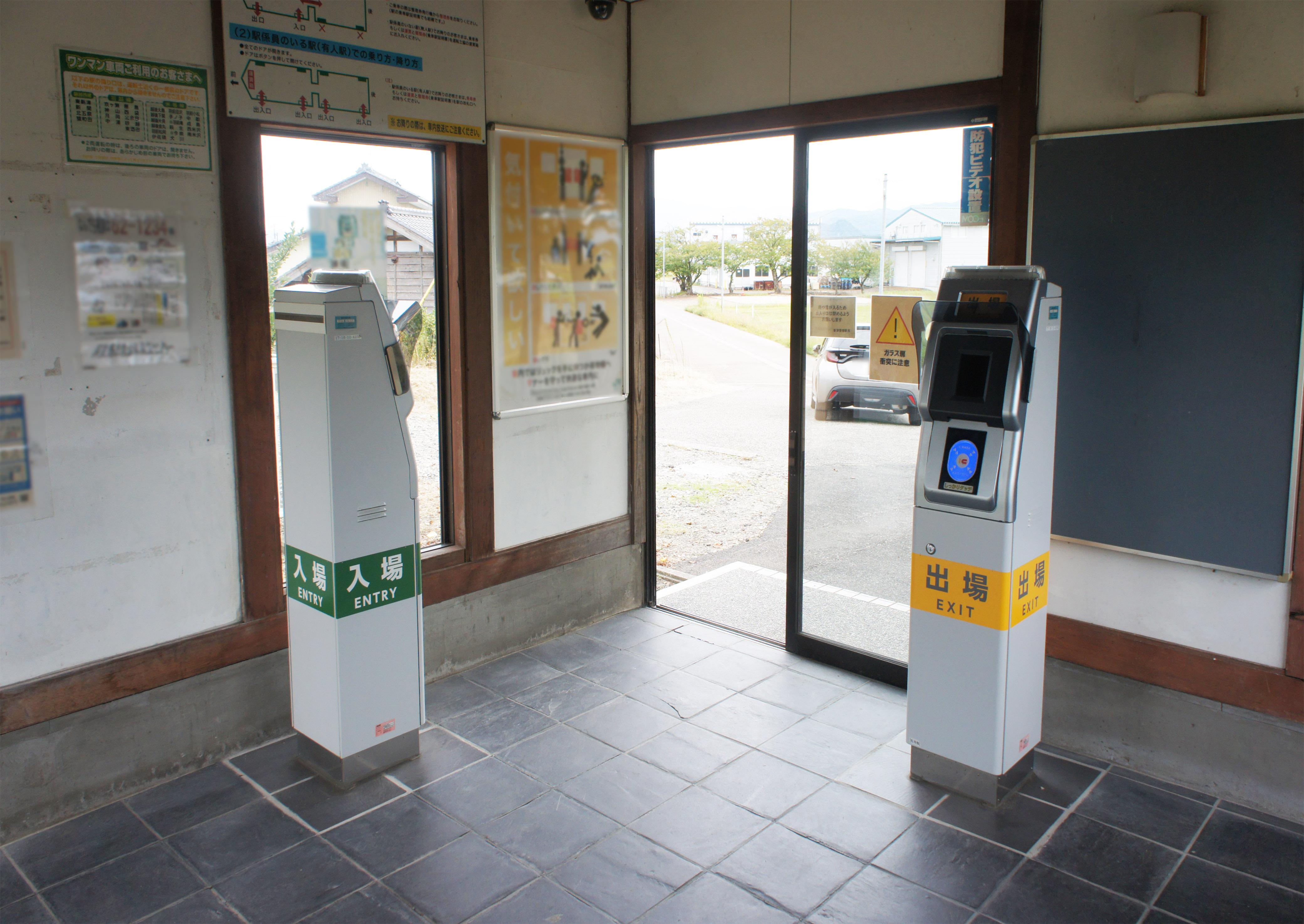
改札口（2021年9月）
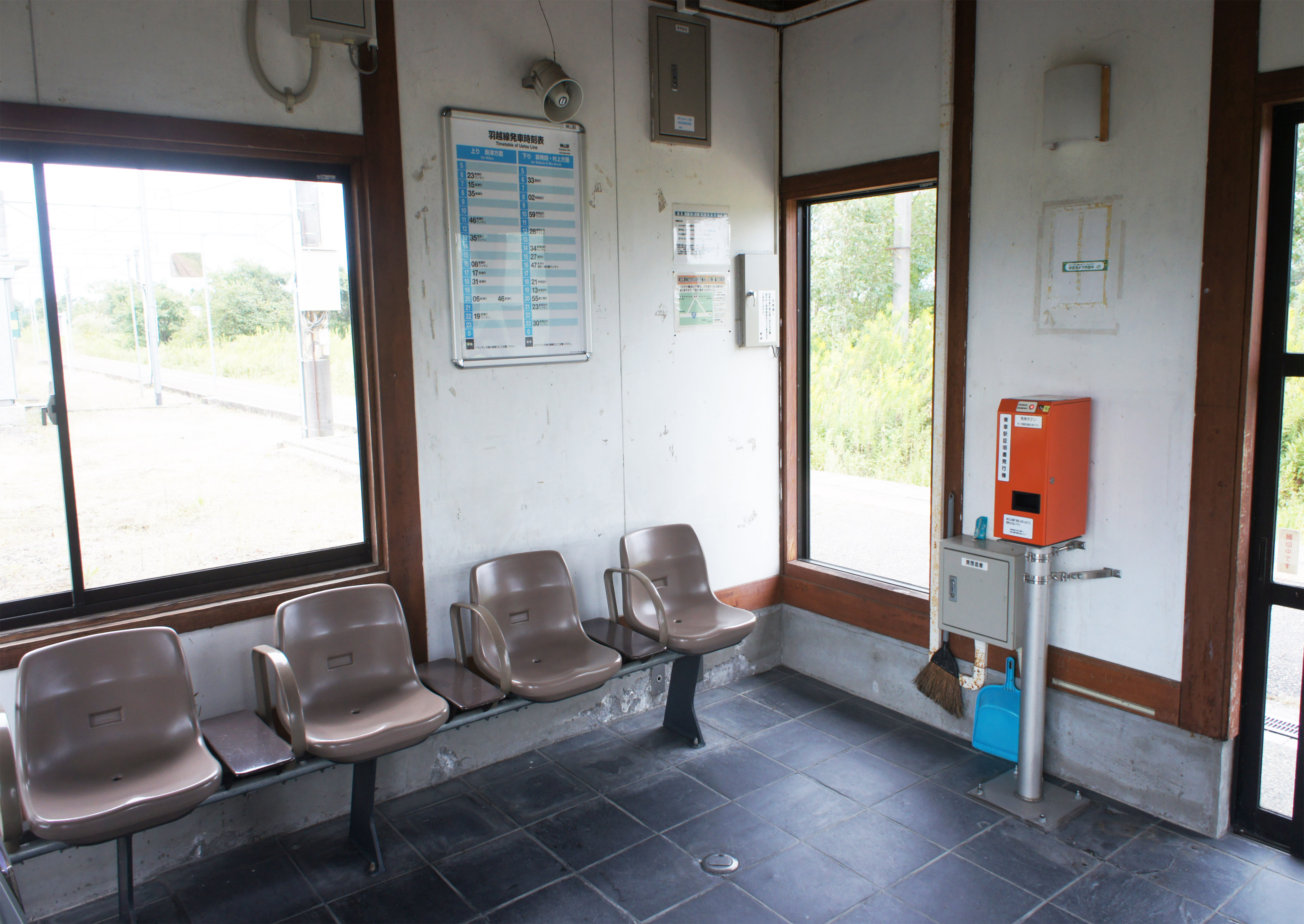
待合室（2021年9月）
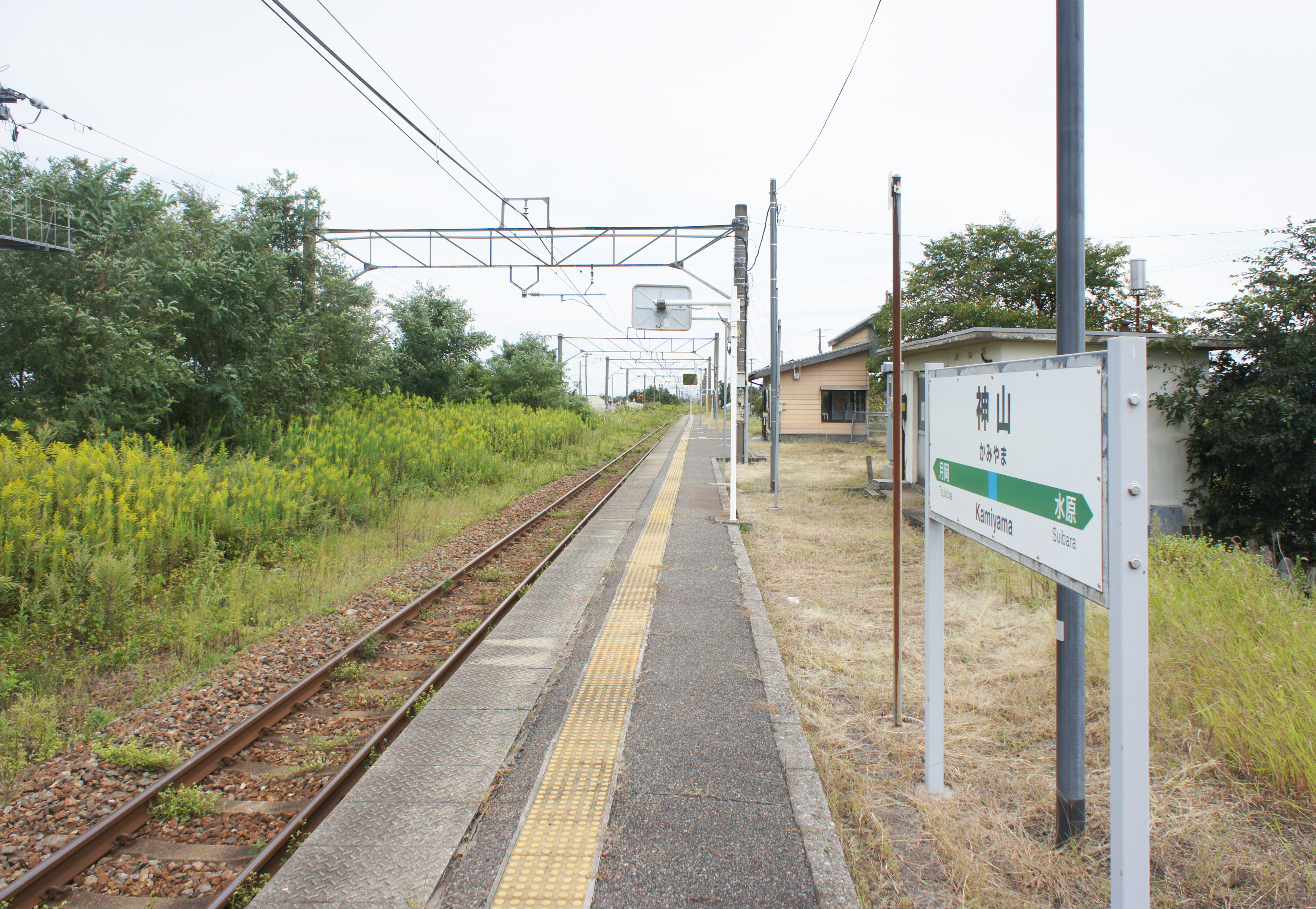
ホーム（2021年9月）

## 駅周辺

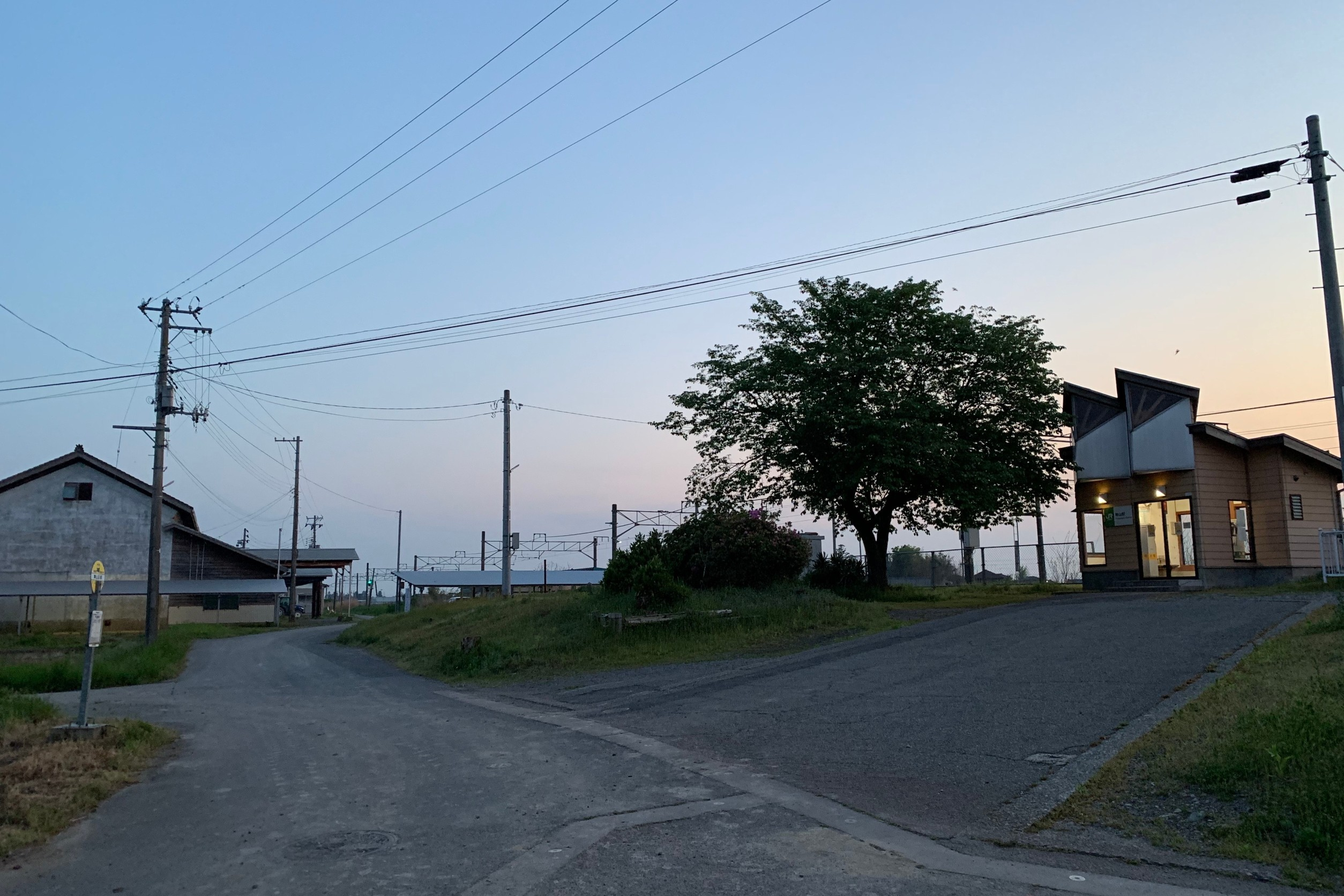
駅舎と駅前風景（2020年5月）

沿道には農家などの住宅が立ち並ぶ。駅の北側は水田となっている。
- 国道460号
- 神山簡易郵便局

## バス路線

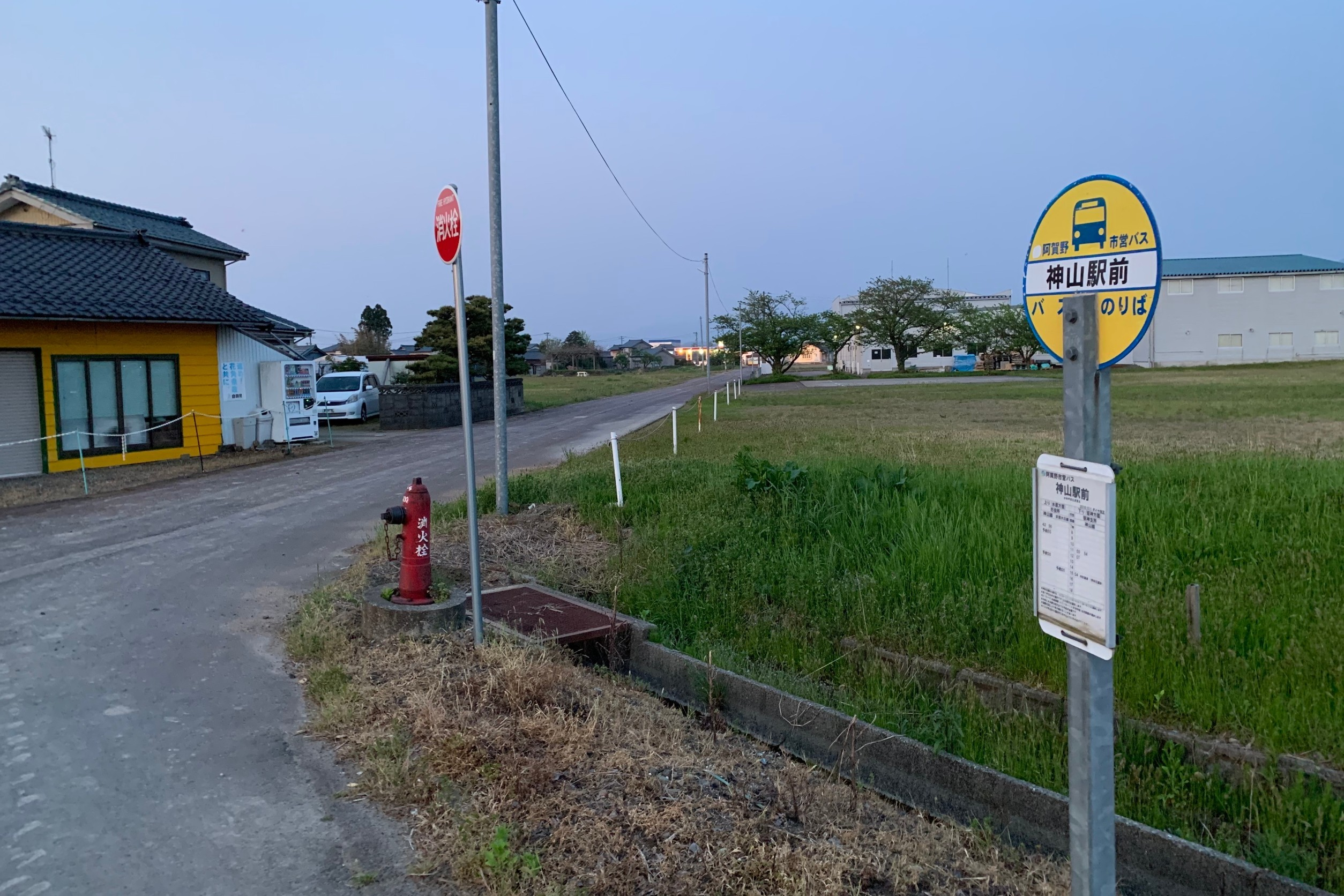
阿賀野市営バス「神山駅前」停留所（2020年5月）

2024年（令和6年）10月時点では、当駅前にはコミュニティバス「阿賀野市営バス」の「神山駅前」バス停があり、2路線が発着する。
- 800 折居大日線：一部便を除き予約制[7]。平日のみ運行[10]。
- 900 神山線：一部便を除き予約制[7]。平日のみ運行[11]。

## 隣の駅
東日本旅客鉄道（JR東日本）
■羽越本線
水原駅 - 神山駅 - 月岡駅